# Aeroportul Alice Springs
Aeroportul Alice Springs (IATA: ASP, ICAO: YBAS) este un aeroport din Teritoriul de Nord, Australia ce deservește zona Alice Springs. Aeroportul a fost tranzitat în 2022 de 344.191 de pasageri. A fost deschis în 1940 și numit după zona deservită.
Situat la o altitudine de 545 m, aeroportul dispune de o singură pistă.